# Tayseer Jabari
Tayseer Jabari (en árabe: تيسير الجعبري) (Gaza, Israel, 18 de enero de 1972 - Gaza, Estado de Palestina, 5 de agosto de 2022) fue un líder militar y militante islámico palestino. 

## Biografía
Se desempeñó como líder militar en el Movimiento de la Jihad Islámica en Palestina después del asesinato de Baha Abu al-Ata en 2019, y estaba a cargo de las armas antitanque. 
Fue asesinado durante el inicio de la Operación Amanecer el 5 de agosto de 2022.